# Triple H
Pour les articles homonymes, voir HHH et Lévesque.
Ne doit pas être confondu avec Triple H (groupe).
Paul Michael Levesque (né le 27 juillet 1969 à Nashua) est un ancien catcheur américain. Il travaille actuellement à la World Wrestling Entertainment, sous le nom de Triple H (abréviation de son ancien nom Hunter Hearst Helmsley, parfois simplement écrit HHH), en tant que directeur de l'exploitation (rôle à l'écran) depuis 2013 et vice-président exécutif de la stratégie et du développement des talents mondiaux depuis 2019. Il est aussi directeur créatif de la World Wrestling Entertainment depuis le 25 juillet 2022.
Il commence sa carrière en 1992 puis en 1994, il rejoint la World Championship Wrestling, où il incarne un aristocrate canadien-français nommé Jean-Paul Lévesque. En 1995, Levesque fait ses débuts à la World Wrestling Entertainment, où il est devenu Hunter Hearst Helmsley et plus tard Triple H. En 1997, il a cofondé le clan D-Generation X, qui est devenu un élément majeur de l'ère Attitude. Après avoir remporté son premier Championnat de la WWF, il entame un mariage avec Stephanie McMahon. En 1999, Triple H est devenu un catcheur incontournable de la WWF. D'après le Pro Wrestling Torch, il était "largement considéré comme le meilleur catcheur en Amérique du Nord" au tournant du nouveau millénaire.
Après avoir légitimement épousé Stephanie McMahon en 2003, Lévesque est devenu un membre de la famille McMahon, qui conserve la propriété majoritaire de la WWE. Depuis 2010, il a mis fin à sa carrière à temps plein puisqu'il a pris un plus grand rôle dans les coulisses au sein de la WWE. Au cours de sa carrière, Lévesque a gagné un total de 25 championnats dont neuf règne en tant que champion de la WWF / WWE et cinq en tant que Champion du Monde Poids-Lourds (dont il est le premier champion). En outre, il a également été le vainqueur du King of the Ring en 1997 et du Royal Rumble en 2002 et 2016,.

## Jeunesse
Levesque grandit à Nashua et commence par faire du culturisme à l'adolescence et remporte le concours de Teen Mr New Hampshire à 19 ans. En 1992, il part à Reading pour s'entraîner auprès de Wladek Kowalski.

## Carrière

### International Wrestling Federation et World Championship Wrestling (1992-1995)
Après son entraînement auprès de Wladek Kowalski, Levesque commence sa carrière à l'International Wrestling Federation, la fédération de Kowalski, sous le nom de Terra Ryzing.
Le 4 février 1994, il effectue un essai avec la World Championship Wrestling (WCW) qui décide de l'engager. Il garde son nom de Terra Ryzing et affronte notamment Larry Zbyszko dans un match pour le championnat du monde Télévision de la WCW que ce dernier conserve. Il change de nom de ring pour celui de Jean-Paul Levesque et incarne un aristocrate canadien-français. Ce changement de gimmick lui permet d'être un peu plus mis en valeur avec notamment un match face à Alex Wright le 27 décembre au cours de Starrcade qui se termine par la défaite de Levesque. Il comprend peu de temps après que s'il reste à la WCW il ne va pas être mis en valeur et décide de quitter la fédération début 1995.

### World Wrestling Federation/Entertainment (1995-2022)

#### The Connecticut Blueblood (1995-1997)
Lévesque arrive à la World Wrestling Federation (WWF) en avril 1995. Il y incarne Hunter Hearst Helmsley, un aristocrate. Le 27 août au cours de SummerSlam, il remporte son premier combat dans une émission en paiement à la séance face à Bob Holly.

#### D-Generation X (1997-2000)
Plus tard, Triple H devient membre de la D-Generation X. Le clan entre par la suite en rivalité avec la The (New) Hart Foundation. Triple H gagne face à Owen Hart lors de WrestleMania 14.
Au Royal Rumble 1999, il arrive 23e position mais se fait éliminer par Steve Austin.
Lors de WrestleMania XV, il perd par disqualification contre Kane. Plus tard dans la nuit, il trahi X-Pac en aidant Shane McMahon à conserver le titre de Champion d'Europe en rejoignant la Corporation et effectuant ainsi un Heel Turn. À Backlash 1999, il bat X-Pac. À Over the Edge, il perd face à The Rock par disqualification. Lors de Fully Loaded, Triple H défait The Rock dans un Straps Match pour devenir challenger n°1 au WWF Championship, qu'il ne parvient pas à remporter à SummerSlam.
Il le gagne cependant le lendemain à RAW contre Mankind, s'adjugant son premier titre mondial. Il perd le titre le 16 septembre à SmackDown contre Mr. McMahon. Il le regagne lors d'Unforgiven dans un Six-Pack Challenge. Il parvient à le conserver à Rebellion face à The Rock dans un Steel Cage Match, puis lors de No Mercy face à Stone Cold Steve Austin dans un Anything Goes Match, avant de le perdre aux Survivor Series contre Big Show dans un Triple Threat Match qui incluaient The Rock.
Lors d'Armageddon, il bat Vince McMahon dans un No Holds Barred Match, grâce à Stephanie McMahon qui s'est retournée contre son père durant le match.
Par la suite Triple H et Stephanie McMahon sont devenus les propriétaires de la WWF pendant dix-sept mois suivants, ensemble ils étaient connus sous le nom de The McMahon-Helmsley Faction.

#### McMahon-Helmsley Era (2000-2001)
Le 3 janvier 2000 à Raw Is War, il défait Big Show et remporte le WWF Championship pour la troisième fois de sa carrière.
Lors du Royal Rumble, il conserve son titre contre Catcus Jack dans un Street Fight Match. Il le bat de nouveau à No Way Out dans un Hell in a Cell Match, conservant son titre. Lors de WrestleMania 2000, il conserve le WWF Championship dans un Fatal Four Way Elimination Match contre The Rock, Big Show et Cactus Jack.
Il perd le titre lors de Backlash contre The Rock dans un match arbitré par Shane McMahon. À Insurrextion, il perd le Triple Threat Match face à The Rock et Shane McMahon et ne récupère pas le WWF Championship. Lors de Judgment Day, il récupère le WWF Championship face à The Rock dans un Iron Man match de 60 minutes arbitré par Shawn Michaels. Il le perd de nouveau lors du King of the Ring, dans un match par équipe avec Vince McMahon et Shane McMahon contre Kane, The Undertaker et The Rock, ce dernier récupérant le titre.
Triple H entame ensuite une rivalité avec Chris Jericho, qu'il bat dans Last Man Standing match lors de WWF Fully Loaded. Il tente ensuite de récupérer le WWF Championship dans un Triple Threat Match à SummerSlam face à Kurt Angle et The Rock, mais ce dernier conserve son titre. Triple H bat Angle à Unforgiven dans un No Disqualification Match avec Mick Foley comme arbitre spécial.
Après un brève temps en tant que face qui l'a vu vaincre Chris Benoit à No Mercy, Triple H redevient hell et reprend sa querelle avec Stone Cold Steve Austin, où les deux hommes s'affrontent aux Survivor Series dans No Disqualification Match qui se termine en No contest. À Armageddon, il perd un Hell in a Cell Match pour le WWF Championship.
Le 21 janvier 2001 au Royal Rumble, il perd contre Kurt Angle pour le WWF Championship après avoir subi une attaque de Steve Austin, qu'il battra lors de No Way Out.
Par ailleurs, il perd contre The Undertaker à WrestleMania X-Seven. Triple H gagne ensuite le Championnat Intercontinental de la WWF en battant Chris Jericho le 5 avril à SmackDown, titre qu'il perd la semaine suivante à SmackDown au profit de Jeff Hardy après une intervention extérieur de Matt Hardy. Le 16 avril à RAW, il récupère l'Intercontinental Championship en battant Jeff Hardy. Il remporte ensuite le WWF Tag Team Championship pour la première fois de sa carrière avec Steve Austin (alors WWF Champion) à Backlash contre l'Undertaker et Kane dans Winner Take All Match. Il devient dès lors double champion.
Lors d'Insurrextion, ils perdent leur Handicap match face à The Undertaker, où le titre de la WWF était en jeu. À Judgment Day, il perd son titre Intercontinental contre Kane lors d'un Strap Match. Le 21 mai à RAW, Steve Austin et lui perdent les WWF Tag Team Championship face à Chris Jericho et Chris Benoit. Pendant le match, il se fait une déchirure au quadriceps gauche et doit s'absenter pendant plusieurs mois,.
Cette blessure a mis fin brutalement à la McMahon-Helmsley Era.

#### World Heavyweight Champion (2002-2003)

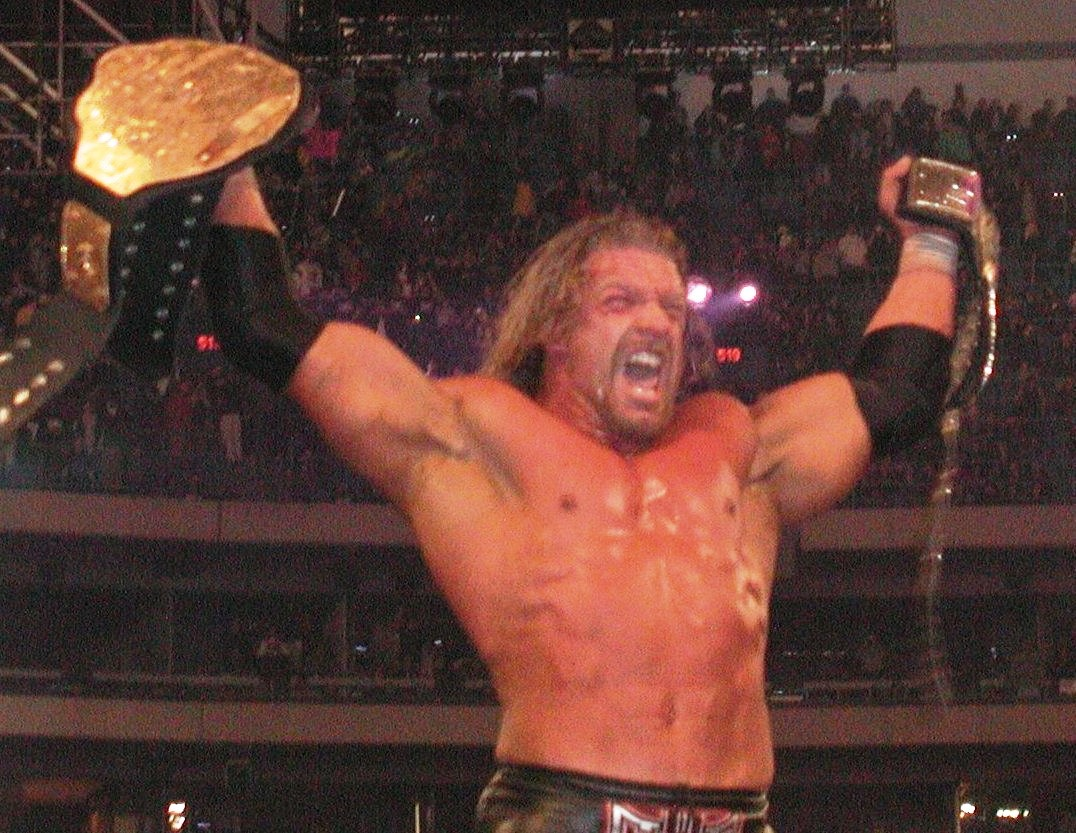
Triple H gagnant le Undisputed WWF Championship à WrestleMania X8.

Le 7 janvier 2002 à RAW, il effectue son retour comme face et annonce sa participation au Royal Rumble Match lors du Royal Rumble, qu'il remporte.
Le 17 février 2002 à No Way Out, il perd face à Kurt Angle pour déterminer l'Aspirant n°1 pour le WWF Undisputed Championship à Wrestlemania X8.
Lors de WrestleMania X8, il bat Chris Jericho pour devenir le nouveau Undisputed WWF Champion, titre qu'il perdra un mois plus tard à Backlah contre Hulk Hogan, à cause d'une intervention de l'Undertaker. Triple H bat ensuite l'Undertaker à Insurrextion, avant de reprendre sa rivalité avec Chris Jericho qui aboutira à un Hell in a Cell Match lors de Judgment Day, remporté par Triple H.
Lors du King of the Ring, il perd contre The Undertaker et ne remporte pas le WWE Undisputed Championship.
Le 22 juillet, Triple H est drafté à Raw pour reformé la D-Generation X avec Shawn Michaels mais il le trahit en lui infligeant son Pedigree, effectuant un nouveau Heel turn. Il perd lors d'un Usanctioned Street Fight Match à SummerSlam contre Shawn Michaels. Après le match, il l'attaque  avec son Sledgehammer.
Fin 2002, la WWE ne reconnaît qu'un seul champion par brand (RAW et SmackDown). Après SummerSlam, Brock Lesnar (alors WWE Champion) part à SmackDown avec le titre et RAW se retrouve sans championnat mondial. Le 2 septembre à RAW, Eric Bischoff attribue alors à Triple H (vu qu'il était le challenger de Brock Lesnar) le World Heavyweight Championship, un nouveau titre mondial. Plus tard dans la soirée, il conserve son titre en battant Ric Flair.
Triple H a ensuite conservé son titre contre Rob Van Dam à Unforgiven, après une intervention de Ric Flair qui a infligé un coup de Sledgehammer à RVD. Le lendemain à RAW, il prend Ric Flair comme manager. En octobre, Triple H entame une rivalité avec Kane, menant à un match où l'Intercontinental Championship de Kane et le World Heavyweight Championship sont mis en jeu. Lors de No Mercy, il défait Kane lors d'un Unification Match, pour remporter le titre Intercontinental et l'unifier avec son titre[réf. nécessaire].
Aux Survivor Series, il perd sa ceinture lors du premier Elimination Chamber Match de l'histoire au profit de Shawn Michaels qui l'élimina en dernier pour la victoire, au cours d'un match qui incluaient également Rob Van Dan, Kane, Chris Jericho et Booker T. Il regagne le titre en battant Michaels lors d'Armageddon.

#### Evolution (2003-2005)

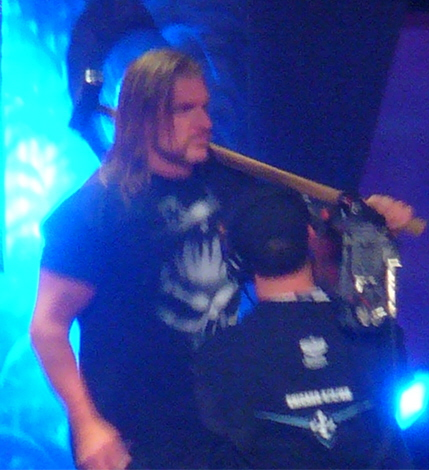
Triple H avec son Sledgehammer.

En janvier 2003, il forme l'Evolution avec Randy Orton, Ric Flair et Batista.
Lors du Royal Rumble, il conserve le World Heavyweight Championship en perdant contre Scott Steiner par disqualification après l'avoir frappé avec son Sledgehammer. Il le conserve contre ce même adversaire à No Way Out.
Il le conserve également contre Booker T à WrestleMania XIX. À Backlash, lui, Chris Jericho et Ric Flair battent Kevin Nash, Shawn Michaels et Booker T.
Il parvient ensuite à conserver son titre une bonne partie de l'année 2003 contre divers adversaires et dans divers Pay-Per-View,,,.
Lord du RAW sur 23 juin 2003, il gagne contre Kane lors d'un Championship vs. Mask Match grâce aux interventions de ses coéquipiers, ce qui oblige Kane à retirer son masque.
Lors de SummerSlam, il conserve une nouvelle fois son titre dans l'Elimination Chamber Match, avant de le perdre au bout de 280 jours de règne lors d'Unforgiven, contre Goldberg dans un match où il avait été stipulé que si Goldberg avait perdu, il aurait dû prendre sa retraite.
Après avoir échoué à récupérer le titre contre Goldberg lors d'un match revanche au Survivor Series, il le récupère finalement à Armageddon en triomphant de Goldberg et de Kane dans un No Disqualification Triple Threat Match, grâce aux interventions de ses coéquipiers, puis le conserve lors du RAW du 29 décembre contre Shawn Michaels après que le match s'est soldé par un double tombé.

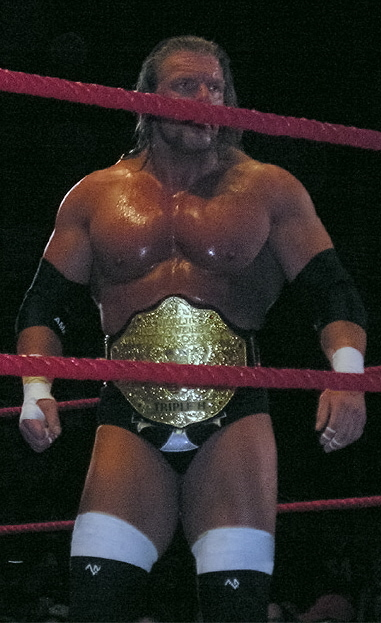
Triple H avec le World Heavyweight Championship.

Le 25 janvier 2004 au Royal Rumble, Triple H conserve le World Heavyweight Championship contre Shawn Michaels dans un Last Man Standing match, après que les deux hommes n'ai pas répondu au décompte de 10 de l'arbitre.
Il perd par la suite le World Heavyweight Championship à WrestleMania XX contre Chris Benoit dans un Triple Threat Match qui incluait également Shawn Michaels. Il échoue ensuite à récupérer le titre contre Chris Benoit et Shawn Michaels à Backlash, où Benoit le conserve.
Par la suite, Triple H bat Shawn Michaels lors de Bad Blood dans un violent et sanglant Hell in a Cell Match, qui est devenu le plus long Hell in a Cell Match de l'histoire.
Triple H tente de récupérer le titre contre Chris Benoît à Vengeance, mais il n'y parvient pas. Il bat ensuite Eugene à SummerSlam.
Le lendemain à RAW, jaloux de Randy Orton qui était devenu Champion du Monde Poids-Lourds, il l'exclu d'Evolution avec Ric Flair et Batista. Lors de Unforgiven, il récupère le titre en battant Randy Orton, grâce à une intervention d'Evolution.
À Cyber Sunday, il défend avec succès son titre contre Shawn Michaels, à la suite d'une intervention de Edge. Aux Survivor Series, lui et son équipe perdent contre l'équipe de Randy Orton lors du traditionnel Survivor Series Elimination Tag Team Match.
Le 29 novembre à RAW, il défend son titre dans un Triple Threat Match contre Chris Benoit et Edge mais le match est très controversé et se termine en nul, laissant le championnat vacant pour la première fois.
Le 9 janvier 2005 lors de New Year's Revolution, il remporte le World Heavyweight Championship dans l'Elimination Chamber Match contre Edge, Chris Jericho, Chris Benoit, Batista et Randy Orton, en éliminant ce dernier avec l'interférence de l'Evolution pour la victoire et commencer son 10e règne mondial.
Au Royal Rumble, il conserve son titre contre Randy Orton.
Le 21 février à RAW, Batista trahit Triple H en signant le contrat pour lui faire face pour le World Heavyweight Championship à WrestleMania. À WrestleMania 21, il perd son titre contre Batista.
Triple H tente de récupérer le championnat, mais il perd ses deux occasions à Backlash et à Vengeance dans un Hell in a Cell Match (Batista sera le premier à battre Triple H dans la cage).
Après Vengeance, il prend une pause de quatre mois pour une blessure au cou. Le 3 octobre à RAW, il fait son retour toujours heel et bat Chris Masters et Carlito avec Ric Flair.
Après le match, Triple H tourne le dos à Ric Flair en lui assénant un coup de Sledgehammer. À Taboo Tuesday, il perd contre Ric Flair et ne remporte pas le Championnat Intercontinental dans un Steel Cage Match. Lors des Survivor Series, il bat Ric Flair dans un Last Man Standing Match.

#### Retour de la D-Generation X (2006-2007)

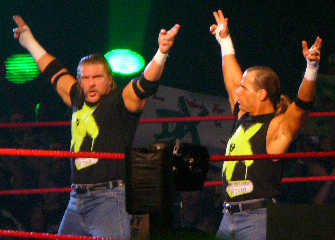
Triple H et Shawn Michaels lors de leur entrée sur le ring.

Triple H participe ensuite au Royal Rumble, mais il est éliminé en 28e position par le futur gagnant Rey Mysterio.
Il tente ensuite de redevenir champion du monde poids lourd mais perd par soumission contre John Cena à WrestleMania 22. Il retente sa chance à Backlash dans un Triple Threat Match, face Edge et Cena, mais c'est Cena qui remporte le match.
Lors du RAW du 12 juin, Triple H se réunit avec Shawn Michaels pour reformer la D-Generation X, et effectue un face turn pour la première fois depuis 2002. À Vengeance, Triple H et Shawn Michaels battent facilement la Spirit Squad dans un match handicap à 5 contre 2. Lors de SummerSlam, Shawn Michaels et lui battent Mr. McMahon et Shane McMahon, malgré l’attaque de plusieurs catcheurs qui les ont agressés avant le match sur ordre de Mr. McMahon. À Unforgiven, lui et Shawn Michaels battent Mr. McMahon, Shane McMahon et Big Show dans un Hell un a Cell 3 contre 2 Handicap Match.
Par la suite, ils entament une rivalité avec Rated-RKO (Edge et Randy Orton). À Cyber Sunday, ils perdent contre Rated-RKO dans un match arbitré par Eric Bischoff, marquant la première défaite de la DX depuis leur réunification. Aux Survivor Series, la Team DX bat la Team Rated-RKO dans un Traditionnal Elimination Match, pendant lequel aucun membre de la Team DX n'est éliminé.
Lors de New Year's Revolution, lui et Shawn Michaels affronte Rated-RKO, pour les WWE World Tag Team Championship, mais le match se termine en no contest quand Triple H eut subi une déchirure du quadriceps droit déchiré (semblable à celui de son autre jambe en 2001) 15 minutes après le début du match. La chirurgie a été réalisée avec succès le 9 janvier 2007 par le Dr James Andrews.

#### WWE Champion (2007-2009)

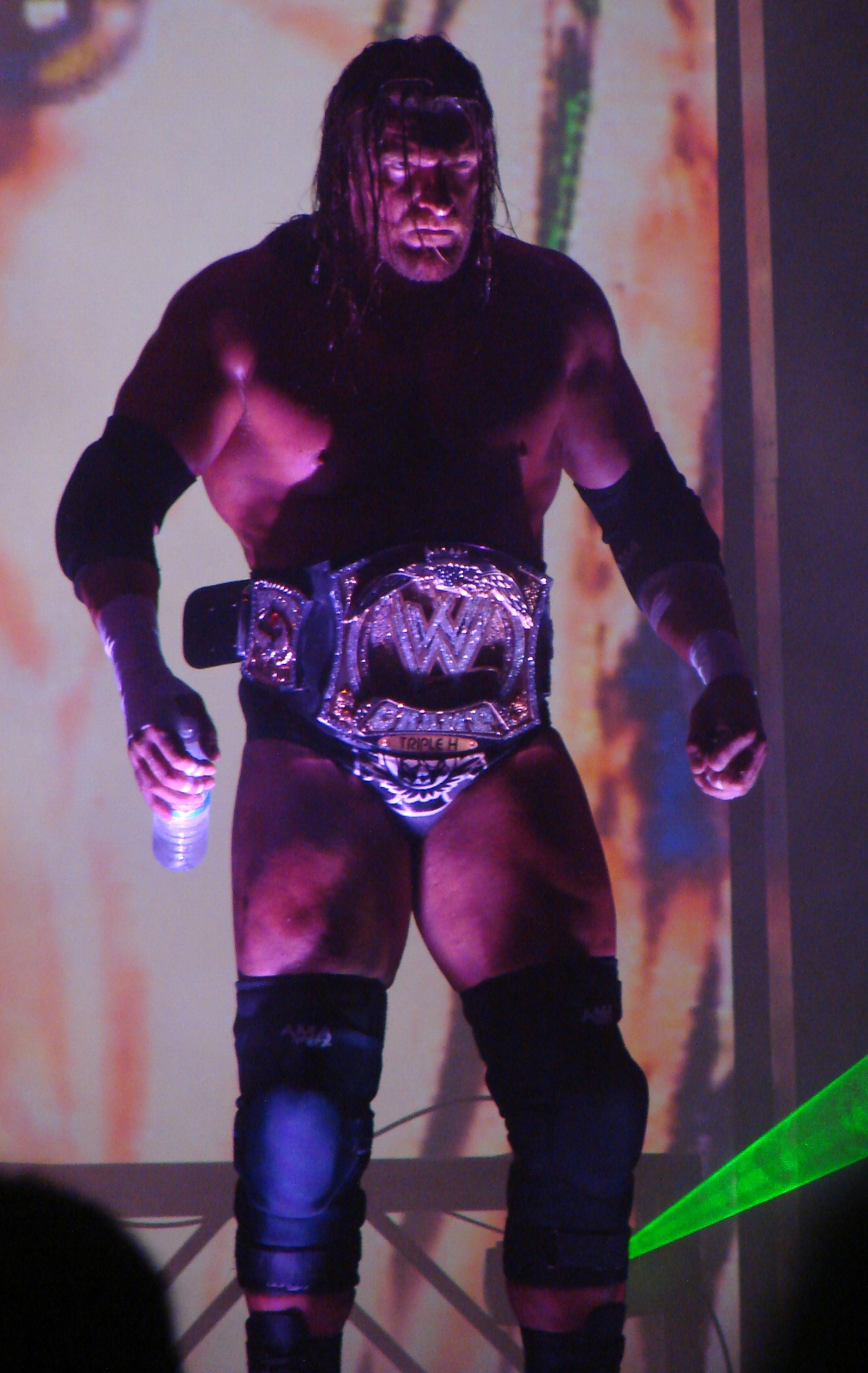
Triple H durant son règne de Champion de la WWE.

Triple revient à SummerSlam, où il bat King Booker. Lors de Unforgiven, il bat Carlito dans un No Disqualification Match.
Lors de No Mercy, il remporte son 6e WWE Championship et son 11e titre de Champion du Monde en battant Randy Orton (qui avait reçu le titre de la part de Vince McMahon à la suite des blessures de John Cena, l'ancien champion). Plus tard dans la soirée, il réussit sa première défense de titre contre Umaga avant de le perdre contre Randy Orton lors d'un Last Man Standing Match, sur ordre de Vince McMahon. Le règne de Triple H à No Mercy est le cinquième règne le plus court de l’histoire de la WWE et n'aura duré que pendant le show.
Lors de Cyber Sunday, Triple H s'impose contre Umaga lors d'un Street Fight Match. Aux Survivor Series, la Team Triple H bat la Team Umaga lors d'un Traditionnal Survivor Series Handicap Tag Team Elimination Match.
Lors d'Armageddon, il perd contre Jeff Hardy et ne devient pas challenger n°1 au WWE Championship.
Le 27 janvier 2008 au Royal Rumble, il rentre en 29e position avant de se faire éliminer par le futur gagnant John Cena.
Lors de WrestleMania XXIV, Triple H rate une occasion de gagner le WWE Championship en perdant contre Randy Orton lors d'un Triple Threat Match qui incluaient John Cena, mais il le gagne finalement à Backlash dans Fatal Four Way Elimination Match incluant JBL, Cena et Orton, en éliminant Orton en dernier pour s'approprier son 7e WWE Championship.
Il le défend avec succès une bonne partie de l'année 2008 contre divers adversaires et dans divers Pay-Per-View, avant de finalement le perdre aux Survivor Series contre Edge. Il tente de le récupérer à Armageddon dans un Triple Threat Match contre Edge et Jeff Hardy, mais à la suite d'une intervention de Vladimir Kozlov, c'est Hardy qui décroche le titre.

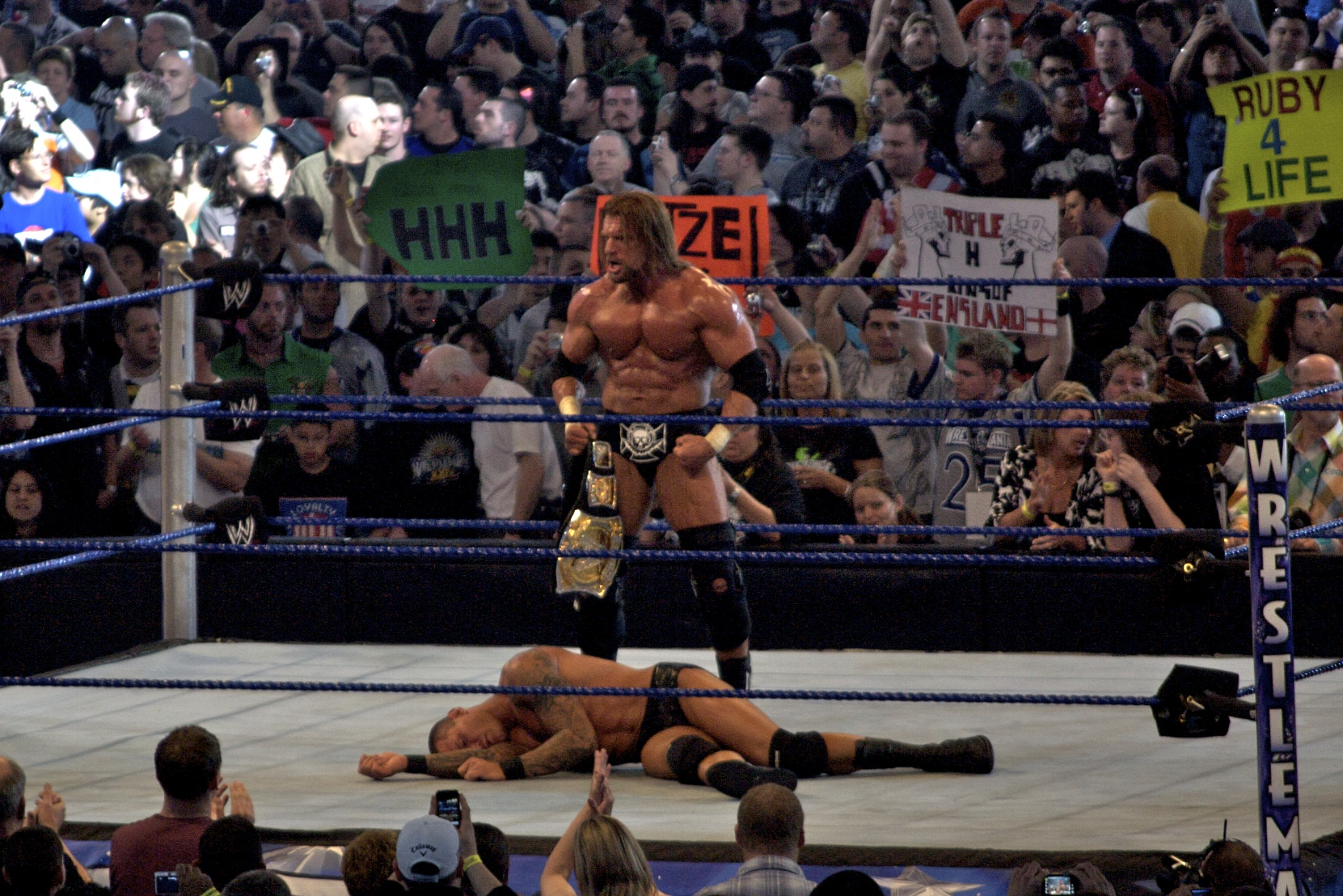
Triple H conservant le WWE Championship face à Randy Orton lors de Wrestlemania XXV.

Le 25 janvier 2009 au Royal Rumble, il participe au Royal Rumble match, rentre en 7e position et est finaliste avec Randy Orton, alors leader de The Legacy. Mais alors qu'il élimine Cody Rhodes et Ted DiBiase (les deux autres membres de la Legacy), il se fait éliminer par Orton.
Lors de No Way Out, il participe à une Elimination Chamber et élimine The Undertaker en dernier pour remporter le WWE Championship pour la 8e fois de sa carrière. Lors de Wrestlemania XXV, il bat Randy Orton et conserve le WWE Championship.
Lors de Backlash, il perd avec Shane McMahon et Batista contre Randy Orton, Cody Rhodes et Ted DiBiase et perd son WWE Championship au profit d'Orton. Il se blesse par la même occasion.
Le 8 juin 2009, il fait son retour à RAW en attaquant The Legacy avec son Sledgehammer. Il tente ensuite sans succès de décrocher le titre de la WWE lors de The Bash et à Night of Champions.

#### Dernier retour de la DX et blessure (2009-2010)
Le 17 août à RAW, Triple H et Shawn Michaels reforment la DX, et défont The Legacy (Cody Rhodes et Ted DiBiase) à SummerSlam. Lors de Breaking Point, ils perdent face à eux dans un Submissions Count Anywhere Match car ces derniers ont mis Triple H K.O avant le match, puis se sont attaqués à deux sur Shawn Michaels. Leur rivalité prend fin lors de Hell in a Cell, où la DX gagne dans un Hell in a Cell Match.
Lors de Bragging Rights, il est dans l'équipe RAW qui perd face à celle de SmackDown après une trahison du Big Show. Lors de Survivor Series, il affronte Shawn Michaels et John Cena pour le WWE Championship, mais Cena le conserve. Lors de TLC, DX défont Chris Jericho et Big Show et remportent les WWE Unified Tag Team Championship dans un TLC Tag Team Match.
Le 8 février 2010 à RAW, ils perdent les WWE Unified Tag Team Championship face à The Miz et Big Show, dans un Elimination Triple Threat Tag Team Match incluant également la Straight Edge Society à cause d'une incompréhension entre les deux hommes.
Lors de l'Elimination Chamber, Triple H se fait éliminer en dernier par John Cena et ne remporte pas le WWE Championship.
Peu de temps après, il entame une rivalité avec Sheamus, qu'il a éliminé dans l'Elimination Chamber, conduisant à un match entre les deux à WrestleMania XXVI que Triple H gagne. Lors du match revanche à Extreme Rules, Triple H perd le Street Fight match. Il subit une déchirure du biceps après son match à la suite des attaques de Sheamus.
Il est revenu exceptionnellement lors du Supershow du Fan Appreciation Day le 30 octobre 2010 en affrontant Alberto Del Rio, puis lors de Tribute To The Troops avec Shawn Michaels. Triple H exerce en même temps un rôle de conseiller du président Vince McMahon.

#### Directeur des opérations de la WWE, rivalités avec The Undertaker et Brock Lesnar (2011-2013)

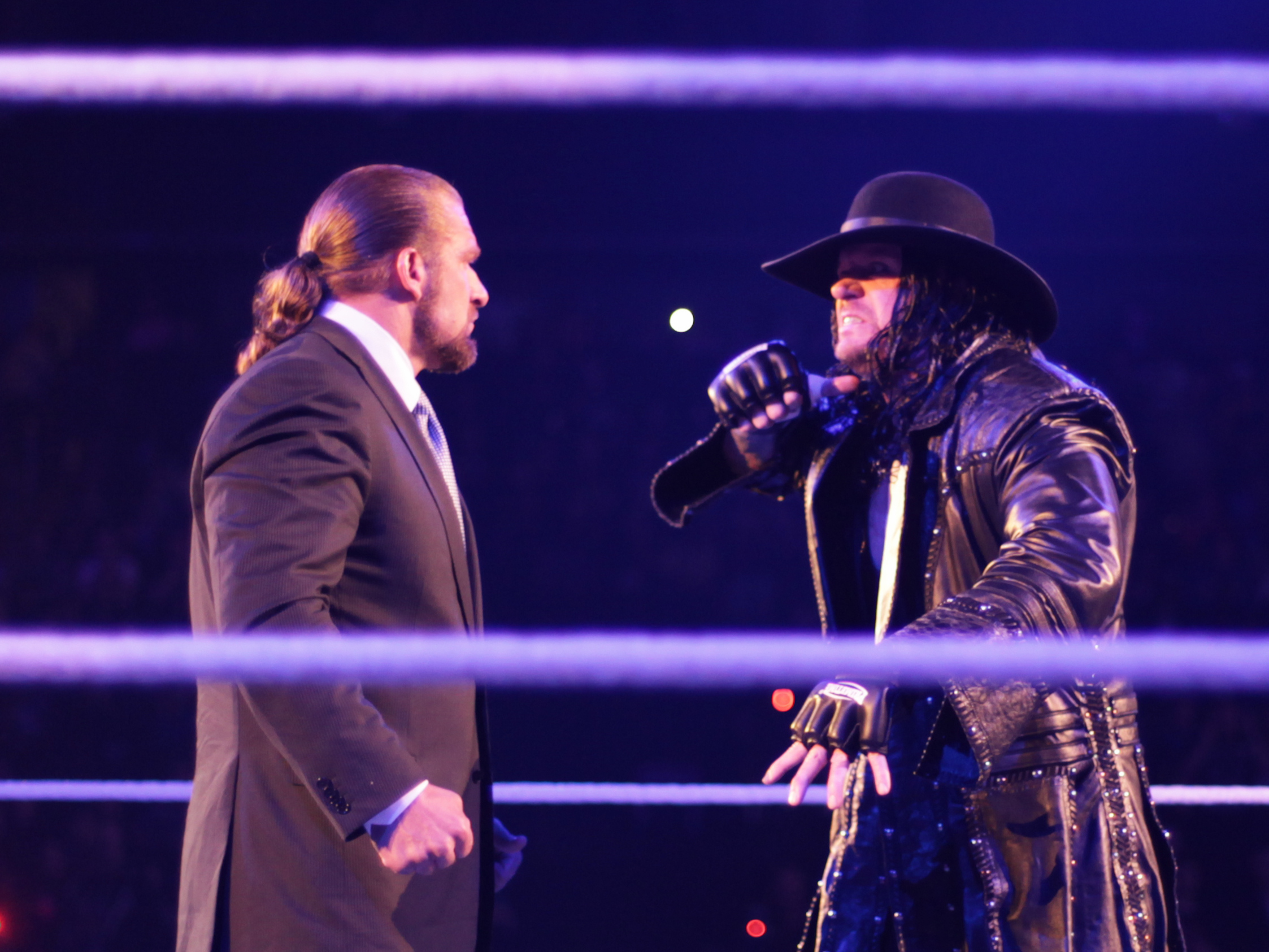
Triple H face à l'Undertaker avant WrestleMania 28.

Le 21 janvier 2011 à Raw, il fait son retour au show rouge, tout comme l'Undertaker. Les deux hommes regardent le logo de WrestleMania et le pointent du doigt en même temps, ce qui annonce un combat entre eux.
Le 3 avril à WrestleMania 27, il perd face à l'Undertaker par soumission dans un No Holds Barred match.
Le 18 juillet à Raw, il annonce que son beau-père n'est plus le directeur des opérations de la compagnie et, à la suite d'une réunion, a été nommé au poste à sa place.
Le 18 septembre à Night of Champions, il bat CM Punk dans un No Disqualification match et conserve sa place de directeur des opérations de la compagnie.
Le 10 octobre à Raw SuperShow, il perd son poste de GM du show rouge, sur décision de Vince McMahon, et est remplacé temporairement par John Laurinaitis. Plus tard dans la soirée, il vient en aide à Alberto Del Rio et CM Punk, qui ont été attaqués par The Miz et R-Truth. Le 23 octobre à Vengeance, CM Punk et lui perdent face à The Miz et R-Truth. Le 18 décembre à TLC, il bat Kevin Nash dans un Sledghammer Ladder Match.
Le 30 janvier 2012 à Raw, il effectue son retour en tant que directeur des opérations de la compagnie. Il démet John Laurinaitis de ses fonctions de General Manager du show rouge et annonce prendre sa succession, avant d'être interrompu par l'Undertaker. Ce dernier le défie dans un match à WrestleMania XXVIII en pointant le logo du doigt, mais il refuse et quitte le ring, sous les huées du public.
Le 1er avril à WrestleMania XXVIII, il perd face au Deadman dans un Hell in a Cell match, avec Shawn Michaels comme arbitre spécial.
Le 19 août à SummerSlam, il perd face à Brock Lesnar par soumission.
Le 7 avril 2013 à WrestleMania 29, il prend sa revanche sur son même adversaire dans un No Holds Barred match, où l'enjeu était qu'en cas de défaite, il devait prendre sa retraite. Le 17 mai à Extreme Rules, il reperd face à The Beast dans un Steel Cage match.

#### The Authority (2013-2016)

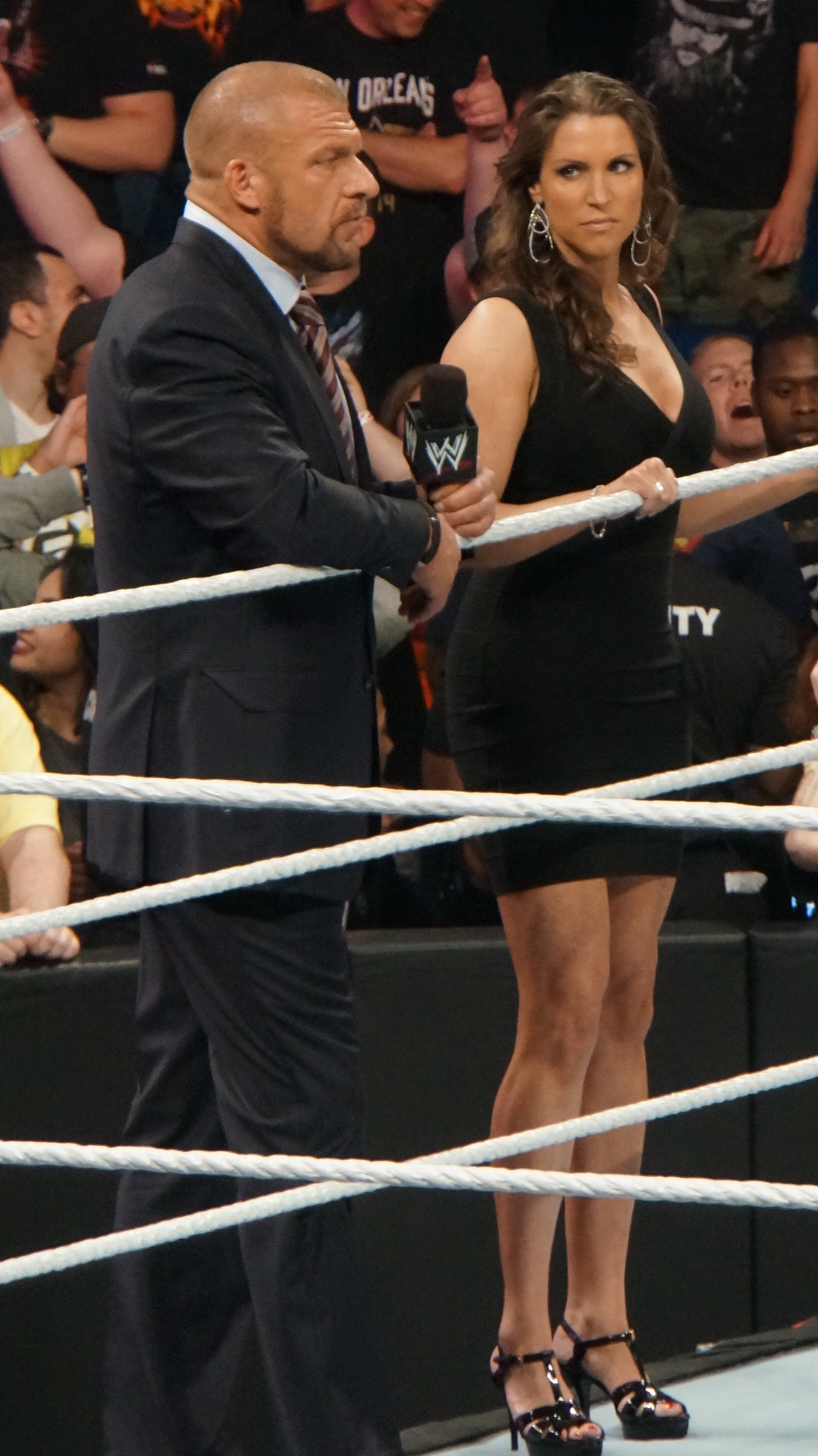
Triple H et Stephanie McMahon, les leaders de The Authority.

Le 18 août à SummerSlam, il est arbitre spécial du match entre John Cena et Daniel Bryan pour le titre mondial poids-lourds de la WWE. Après la victoire du second sur le premier, il effectue un Heel Turn et se retourne contre le vainqueur du match en lui portant un Pedigree, ce qui permet à Randy Orton d'utiliser sa mallette et battre celui-ci pour remporter la ceinture. Le lendemain à Raw, les trois membres du Shield deviennent officiellement gardes du corps de son clan.
Le 16 septembre à Raw, il retire la ceinture à Daniel Bryan, à la suite du décompte de trois trop rapide de l'arbitre, Scott Armstrong, lors du match de la veille.
Le 17 mars 2014 à Raw, le trio du Shield effectue un Face Turn en attaquant Kane, se retournant contre l'Authority.
Le 6 avril à WrestleMania XXX, il perd face à Daniel Bryan, permettant à son adversaire de s'ajouter dans le match pour le titre mondial poids-lourds de la WWE à la fin de la soirée.
Le 4 mai à Extreme Rules, l'Evolution perd face au Shield dans un 6-Man Tag Team match. Le 1er juin à Payback, le clan reperd face au clan rival dans un No Holds Barred Elimination match. Le lendemain à Raw, Batista annonce son départ du clan. Plus tard dans la soirée, Seth Rollins effectue un Heel Turn en attaquant ses frères dans le dos avec une chaise, trahissant le Shield et rejoignant l'Authority.
Le 23 novembre aux Survivor Series, l'équipe Authority (Kane, Luke Harper, Mark Henry, Rusev et Seth Rollins) perd face à l'équipe Cena (John Cena, Big Show, Dolph Ziggler, Erick Rowan et Ryback) dans un 5-on-5 Traditional Man's Survivor Series Elimination Tag Team match, grâce à Sting qui faisait ses débuts, destituant Stephanie McMahon et lui de leurs pouvoirs.
Le 29 mars 2015 à WrestleMania 31, il bat Sting dans un No Disqualification match. Un peu plus tard dans la soirée, alors qu'ils devaient faire une annonce, sa femme et lui se font attaquer par Ronda Rousey et The Rock.
Le 22 novembre aux Survivor Series, il souhaite féliciter Roman Reigns, qui est devenu le nouveau champion du monde poids-lourds de la WWE en battant Dean Ambrose en finale d'un tournoi pour déterminer le nouveau champion, mais ce dernier lui porte un Spear. Cette distraction permet à Sheamus d'utiliser sa mallette sur le Samoan et de remporter le titre en le battant. Le 13 décembre à TLC, après la victoire de l'Irlandais sur le Samoan pour la ceinture, ce dernier l'agresse violemment.

#### Vainqueur du Royal Rumble et quatorze fois champion du monde poids-lourds de la WWE (2016)

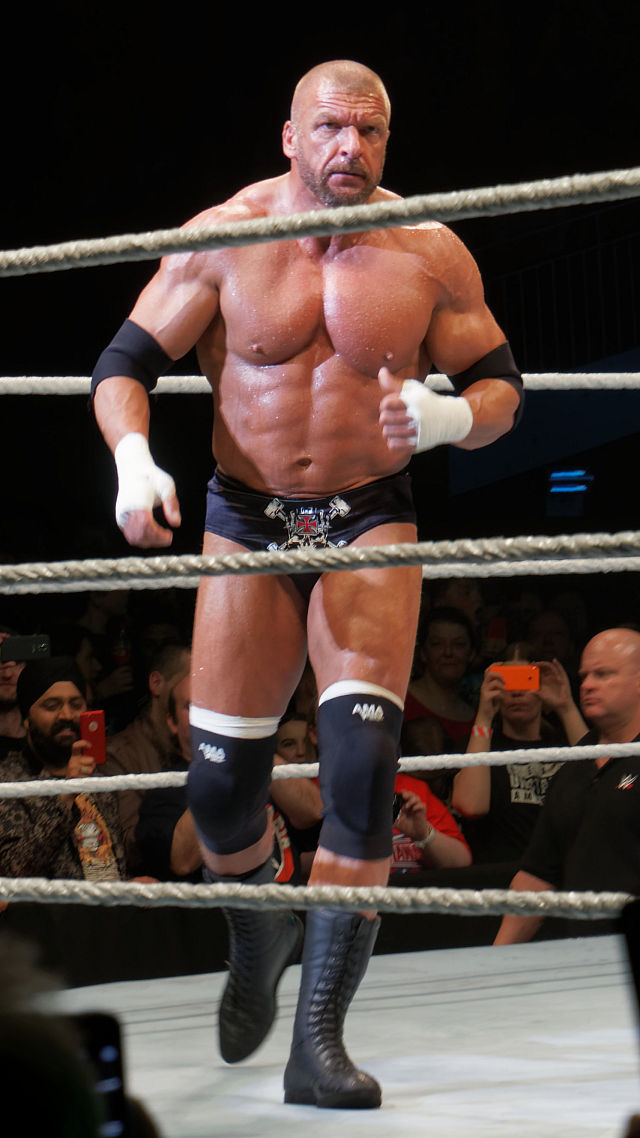
Triple H en 2016.

Le 24 janvier 2016 au Royal Rumble, il effectue son retour sur le ring, entre dans le Royal Rumble masculin en dernière position et le remporte en éliminant successivement Dolph Ziggler, Bray Wyatt (avec l'aide de Sheamus), Roman Reigns et Dean Ambrose en dernière position. De ce fait, il redevient champion du monde poids-lourds de la WWE, remportant le titre pour la 14e fois. Le 12 mars à Roadblock, il conserve son titre en battant The Lunatic Frange.
Le 3 avril à WrestleMania 32, il perd face au Samoan, ne conservant pas son titre et mettant fin à un règne de 69 jours.
Le 29 août à Raw, il effectue son retour, après 4 mois et demi d'absence, et intervient pendant Fatal 4-Way match qui oppose Big Cass, Kevin Owens, Roman Reigns et Seth Rollins pour le titre Universel de la WWE rendu vacant. Il porte un Pedigree sur les deux derniers, permettant au Canadien de remporter le titre et se retournant contre The Architect.

#### Diverses rivalités, diverses apparitions, Retraite et directeur créatif de la compagnie (2017-…)
Le 2 avril 2017 à WrestleMania 33, il perd face à Seth Rollins dans un Non-Sanctionned Match.
Le 19 novembre aux Survivor Series, l'équipe Raw (Kurt Angle, Braun Strowman, Finn Bálor, Samoa Joe et lui) bat celle de SmackDown (Shane McMahon, Bobby Roode, John Cena, Randy Orton et Shinsuke Nakamura) dans un 5-on-5 Traditional Survivor Series Man's Elimination Tag Team match.
Le 25 février 2018 à Elimination Chamber, Stephanie McMahon et lui font officiellement signer Ronda Rousey en tant que nouvelle catcheuse de la compagnie, mais The Baddest Woman on the Planet le fait passer à travers une table, car Kurt Angle a rapporté des propos du couple, disant qu'ils allaient «la contrôler» et qu'elle était «has been».
Le 6 avril, il intronise Kid Rock au Hall of Fame de la WWE. Deux soirs plus tard à WrestleMania 34, son épouse et lui perdent face à Ronda Rousey et Kurt Angle par soumission. Le 27 avril au Greatest Royal Rumble, il perd face à John Cena.
Le 1er octobre à Raw, il effectue un Face Turn en venant en aide à son meilleur ami Shawn Michaels, attaqué par les Brothers of Destruction. Le 6 octobre à Super Show-Down, il bat l'Undertaker, aidé par des interventions extérieures de Shawn Michaels. Après le combat, son adversaire, The Big Red Monster, son vieil ami et lui célèbrent ensemble, mais les deux premiers effectuent un Heel Turn en les attaquant. Le 2 novembre à Crown Jewel, D-Generation X bat les Brothers of Destruction. Le 17 décembre à Raw, Vince, Shane, Stephanie McMahon et lui annoncent reprendre les rênes des deux rosters principaux.
Le 7 avril 2019 à WrestleMania 35, il bat Batista dans un No Holds Barred Match, aidé par une distraction de Ric Flair. Le 7 juin à Super ShowDown, il perd face à Randy Orton.
Le 22 novembre 2020 aux Survivor Series, il apparaît aux côtés de Big Show, Booker T, Jeff Hardy, John «Bradshaw» Layfield, Kane, Kevin Nash, Mick Foley, Ric Flair, Rikishi, Savio Vega, Shane McMahon, Shawn Michaels, The Godfather, The Godwinns et Vince McMahon pour une cérémonie en l'honneur des 30 ans de carrière de l'Undertaker.
Le 11 janvier 2021 à Raw, il effectue son retour au show rouge. Son match face à Randy Orton se termine en No Contest, à la suite d'une intervention extérieure d'Alexa Bliss.
Le 25 mars 2022, à la suite de nombreux problèmes cardiaques, il annonce mettre un terme à sa carrière de catcheur.
Le 25 juillet, il devient le nouveau directeur créatif de la compagnie.

## Palmarès
- Independent Wrestling Federation
  - 1 fois champion poids lourds de la IWF[193]
  - 1 fois champion par équipe de la IWF avec Perry Saturn
- World Wrestling Federation/Entertainment
  - 9 fois champion incontesté de la WWF/E[194]
  - 5 fois champion du monde poids lourds[195]
  - 5 fois champion intercontinental de la WWF/E[196]
  - 2 fois champion européen de la WWF[197]
  - 2 fois champion du monde par équipes de la WWF/E  (Steve Austin) (1) et (Shawn Michaels) (1)[198]
  - 1 fois champion par équipe de la WWE avec (Shawn Michaels)[199]
  - King of the Ring de l'édition 1997[3]
  - Vainqueur du Royal Rumble en 2002 et 2016[200],[201]
  - 7e champion Triple Crown
  - 2e champion Grand Slam
  - Membre du WWE Hall Of Fame avec la D-Generation X depuis 2019 et en solo depuis 2025

## Récompenses des magazines
- Pro Wrestling Illustrated
  - Rivalité de l'année en 2000 (avec Kurt Angle)[202]
  - Rivalité de l'année en 2004 (avec Chris Benoit)[202]
  - Match de l'année en 2004 (contre Shawn Michaels et Chris Benoit à WrestleMania XX)[203]
  - Catcheur le plus haï de l'année en 2003, 2004 et 2005[204]
  - Rivalité de l'année en 2009 (avec Randy Orton)

| Année | 1994 | 1995 | 1996 | 1997 | 1998 | 1999 | 2000 | 2001 | 2002 | 2003 | 2004 | 2005 | 2006 | 2007 | 2008 | 2009 | 2010 |
| ----- | ---- | ---- | ---- | ---- | ---- | ---- | ---- | ---- | ---- | ---- | ---- | ---- | ---- | ---- | ---- | ---- | ---- |
| Rang  | 225  | 84   | 79   | 31   | 24   | 26   | 1    | 6    | 10   | 2    | 3    | 4    | 21   | 51   | 3    | 1    | 11   |

- Wrestling Observer Newsletter awards
  - Rivalité de l'année (2000) contre Mick Foley
  - Rivalité de l'année (2004) contre Shawn Michaels et Chris Benoit
  - Rivalité de l'année (2005) contre Batista
  - Catcheur le plus surestimé (2002–2004)
  - Catcheur le moins préféré des lecteurs (2002, 2003)
  - Pire rivalité de l'année (2002) contre Kane
  - Pire rivalité de l'année (2006) avec Shawn Michaels contre Vince McMahon et Shane McMahon
  - Pire match de l'année (2003) contre Scott Steiner à No Way Out
  - Pire match de l'année (2008) contre Vladimir Kozlov et Edge à Survivor Series
  - Catcheur de l'année (2000)
  - Membre du Wrestling Observer Hall of Fame (intronisé en 2005)

## Vie privée
- Il a épousé Stephanie McMahon en 2003[206]. Ils ont eu trois filles, Aurora Rose Lévesque[207], née en 2006, Murphy Claire Lévesque[208], née en 2008 et Vaughn Evelyn Lévesque, née en 2010[209].

## Filmographie

### Cinéma
- 2004 : Blade: Trinity de David S. Goyer : Jarko Grimwood
- 2006 : Mon vrai père et moi de Greg Glienna : le catcheur
- 2011 : Inside Out de Artie Mandelberg : Arlo Jayne
- 2011 : Le Chaperon de Stephen Herek : Ray Bradstone

### Télévision
- 1998 : Pacific Blue (série télévisée) : Lui-même
- 2000 : Glow Gups (série télévisée) : Cameron Russell
- 2006 : Mad TV (série télévisée) : Lui-même